# Youssef Fertout
Youssef Fertout (Casablanca, 7 luglio 1970) è un allenatore di calcio ed ex calciatore marocchino, di ruolo attaccante.

## Carriera

### Club
Ha giocato nel campionato marocchino, portoghese e olandese.

### Nazionale
Tra il 1992 e il 1998 è sceso in campo 26 volte con la maglia della nazionale marocchina.

## Palmarès

### Competizioni nazionali
- Campionato marocchino: 2

Wydad Casablanca: 1990-1991, 1992-1993
- Coppa del Marocco: 1

Wydad Casablanca: 1993-1994

### Competizioni internazionali
- CAF Champions League: 1

Wydad Casablanca: 1992
- Coppa dei Campioni afro-asiatica: 1

Wydad Casablanca: 1993